# Jacky Lemée
Pour les articles homonymes, voir Lemée.
Jacky Lemée, né le 28 juin 1946 à Épernon (Eure-et-Loir), est un footballeur français reconverti entraîneur.
Jacky Lemée passe la majeure partie de sa carrière en Division 1 française avant de revenir à l'US Orléans en tant qu'entraîneur-joueur. En 1980, il est nommé meilleur entraîneur de Division 2 et échoue en finale de la Coupe de France après l'avoir remporté en 1976 avec l'Olympique de Marseille.

## Biographie

### Enfance et formation
Né à Épernon en Eure-et-Loir, Jacky Lemée perd sa mère à l'âge de quatre ans,. Son père, pris par ses occupations professionnelles et ne pouvant subvenir aux besoins de ses trois enfants, place Jacky et une de ses sœurs à l'orphelinat Saint-Chéron à Chartres (aujourd'hui lycée Fulbert),. Il ne sort que deux fois par mois pour aller voir son père jouer au football au stade des Grand-Près de la ville. À douze ans, son père le sort de l'orphelinat et Jacky commence le football. Au Vélo Sport chartrain, l'attaquant marque but sur but, enfile les sélections départementales et régionales et est admis deux fois au concours du jeune footballeur à Paris.
Après quatre saisons à empiler les buts en catégories jeunes au VSC, puis une année de transition à l'Arago Orléans en CFA (3e division), Jacky Lemée rejoint le Stade français en juillet 1965,. À dix-neuf ans, le club parisien, pensionnaire de D1 qui l'observe depuis quatre, devient son premier club professionnel. À cette période, le Chartrain est également affecté au Bataillon de Joinville. Lui qui se destine au métier de tourneur-ajusteur comprend rapidement que la carrière de footballeur professionnel s'offre à lui.

### Joueur professionnel (1967-1977)
En 1967, Jacky Lemée s'engage avec le FC Metz, à la suite de la relégation du Stade français. Il trouve vite sa place en Moselle. Le club joue le haut de tableau pendant trois saisons (6e, 3e et 8e) et dispute même deux campagnes européennes. Leader dans le comportement et pas maladroit devant le but, il devient le chouchou du stade Saint-Symphorien. Lors d'un match où il évolue sur l'aile droite, son seul poste malaimé, avant d'être sorti, il rentre directement aux vestiaires. Mis à l'écart un mois par le président Carlo Molinari puis placé sur la liste des transferts, Metz veut le vendre au Red Star mais il choisit l'ennemi préféré du RC Strasbourg pour déranger Molinari. De 1967 à 1970, il dispute 80 matchs au poste d'attaquant et inscrit 19 buts,.
Après seulement six mois à Strasbourg, il rejoint le SCO Angers en janvier 1971,. À cette époque, alors qu'il a déjà honoré des sélections militaires, espoirs et B, Lemée est aux portes de l'équipe de France A. Lemée participe aux deux seuls matchs européens de l'histoire du SCO, lors du 1er tour de Coupe UEFA 1972-1973 contre le Dynamo Berlin,. Buteur sur penalty à l'aller, il est malade lors du franchissement du mur de Berlin pour le retour,. Soigné de manière douteuse par un médecin est-allemand qui lui injecte un produit inconnu, il n'est pas dans son état normal et est coupable d'une grosse faute lors du match qui lui vaut d'être expulsé,. Il écope alors du second et dernier carton rouge de sa carrière,. En championnat, le SCO signe les plus belles saisons de son histoire en D1 avec deux 4e et une 5e place. Il déclare plus tard : « Angers c'est mes meilleures années de footballeur. On avait une belle équipe. Techniquement, c'était costaud ». Moins efficace lors de sa dernière année de contrat (1973-1974), il doit sacrifier une partie de son salaire s'il veut prolonger.
À 28 ans, l'Eurélien opte pour l’Olympique de Marseille aux côtés de Josip Skoblar et Marius Trésor. Deuxième du championnat la première année, il remporte la Coupe de France la saison suivante, titulaire face à Lyon en finale. Lemée part ensuite au Stade lavallois, sous statut amateur,.
Au total, Lemée aura joué 290 matches en D1. En 2022, le magazine So Foot le classe dans le top 1000 des meilleurs joueurs du championnat de France, à la 488ème place.

### Entraîneur-joueur d'Orléans (1977-1988)
À l'été 1977, Jacky Lemée rejoint l'US Orléans pour cinq ans, au poste d'entraîneur-joueur, alors que le club vient d'être repêché en CFA. « En revenant à Orléans, je tombais dans l'amateurisme le plus pur après avoir quitté Marseille. À chaque déplacement, le club avait l'habitude de charger dans les soutes du car trois caisses : de vin rouge, de la bière et de l'eau. Et au retour, les deux premières étaient écoulées. Pas l'eau ! J'ai instauré alors un décrassage les lendemains de match. Sans rien imposer, les joueurs ont très vite fait leur choix »,,.
Sa première saison se conclut par une montée, l'US Orléans est championne de D3 dans le groupe Ouest et accède donc à la D2, pour la première fois de l'histoire du club. Outre cette montée en D2, Jacky Lemée, reconverti libéro, et l'USO atteignent la finale de la Coupe de France 1980, après avoir notamment sorti l'AS Angoulême en quart de finale (0-2 ; 5-1), grâce à deux buts de Lemée de la tête sur corner au match retour, et le Paris FC en demi-finale (3-1 ; 1-2). En finale, les orléanais s'inclinent sans démériter face à l'AS Monaco sur le score de 3-1, dans un Parc des Princes plein (46 136 spectateurs). À ce moment, Lemée est le seul entraîneur-joueur de D1 et D2 confondues, et ne possède pas d'adjoint,. En 1980 il est élu meilleur entraîneur de D2 par le magazine France Football. L'US Orléans réalise sa meilleure performance en championnat, en terminant quatrième de D2 lors de la saison 1984-1985. Auteur de 497 matchs en D1 et en D2, Lemée raccroche les crampons à 40 ans à l'été 1986 et se consacre uniquement à sa fonction d'entraîneur. Lors de sa dernière saison en 1987-1988, il termine à la cinquième place de D2.
En 2021 il est élu dans le meilleur onze de tous les temps de l'US Orléans.

### Entraîneur (depuis 1988)
Parti en 1988, il revient à l'US Orléans pour succéder, une nouvelle fois, à Jean-Baptiste Bordas, en 1994, et mène le club à un nouveau titre de champion, mais en DH Centre cette fois-ci. Le club accède à la CFA 2 en 1995. Jacky Lemée quitte son poste en février 1998. Il entraîne d'autres clubs tels que La Berrichonne de Châteauroux, le Stade de Reims, l'US Créteil-Lusitanos ou encore le SCO Angers. Revenu en 2008 à l'USO en tant que directeur technique du club, il accompagne le club jusqu'à sa montée en National en 2010.
Au Stade de Reims lors de la saison 1989-1990, Jacky Lemée vit certainement l'un des épisodes les plus ubuesques du club. Menacés par une rétrogradation financière en D3 au terme de la saison, les dirigeants romptent son contrat qui court encore sur deux saisons. Durant sa seule saison rémoise, Lemée fait valoir son tempérament qui lui valut l'inimitié de quelques cadres du vestiaire : Thierry Tusseau, Pascal Valleau et Ivo Basay.
En décembre 2003, Jacky Lemée arrive au CS Meaux pour sauver l'équipe. Son contrat avec les Meldois court alors jusqu'au 31 mai 2004 et n'est pas prolongé. Le 17 septembre 2005, Jacky Lemée s'engage pour deux saisons avec le SCO Angers.
Retraité en 2007, Jacky Lemée retourne vivre à Orléans.
Fin 2013, Jacky Lemée est aperçu plusieurs fois lors de match à domicile du FC Chartres, il est alors pressenti pour reprendre le poste d'entraineur à l'inter-saison, mais est finalement investi conseiller technique. Il déclare alors : « J'ai accepté parce que j'ai toujours la passion et parce que c'est Chartres. Dans l'intérêt du club, je vais essayer d'amener mon expérience ». Durant l'été 2014, Jacky Lemée devient directeur général du club et prend la gestion de l'équipe première. Il fait monter l'équipe en CFA en 2016, et est élu meilleur entraîneur du groupe B de CFA2 par ses pairs. Il emmène son club jusqu'en 32e de finale de la Coupe de France en 2018, une première dans l'histoire du club.
Lemée est titulaire du DEPF (Diplôme d’entraîneur professionnel de football).

## Style de joueur: polyvalence totale
Jacky Lemée est un joueur polyvalent. À ses débuts au VS Chartres, ses qualités naturelles le portent vers l'attaque où il est obsédé par le but. Pugnace et teigneux, il est aussi rapide et habile.
Lemée est capable d'occuper tous les postes, même gardien de but,. Il déclare : « je pouvais jouer partout, sauf à l'aile droite. Je détestais cette place ». Lors de la saison 1972-1973 avec le SCO Angers, Lemée est nommé remplaçant en cas de blessure du titulaire dans les cages. Son entraîneur de l'époque Ladislas Nagy dit que « cette histoire de remplacement est mise au point dès le début de la saison. C'est Jacky qui remplace René Gallina en cas de blessure. Il ne se livre à aucun entraînement particulier mais prend place dans les buts dès qu'il le peut. Il est le plus doué du SCO à ce poste par son audace et ses réflexes. Sa désignation n'est liée à aucun impératif stratégique puisqu'on sait bien que Jacky Lemée peut jouer à tous les postes de l'attaque ou de la défense »,. Lors du 16e de finale de Coupe de France 1974-1975 avec l'Olympique de Marseille contre Montluçon (1-0 ap), il remplace René Charrier, blessé.

## Palmarès

### Joueur
Coupe de France (1)
- Vainqueur en 1976 avec l'Olympique de Marseille
- Finaliste en 1980 avec l'US Orléans

Championnat de France
- Vice-champion en 1975

### Entraîneur
- Élu meilleur entraîneur de Division 2 en 1980
- Champion de Division 3 (groupe Nord) en 1992 avec l'US Créteil
- Champion du Centre en 1995 avec l'US Orléans

## Statistiques

### Joueur
Ce tableau présente les statistiques de Jacky Lemée en tant que joueur,.
| Saison                | Club                   | Championnat           | Championnat | Championnat | Coupe(s) nationale(s) | Coupe(s) nationale(s) | Compétition(s) continentale(s) | Compétition(s) continentale(s) | Compétition(s) continentale(s) | Total | Total |
| Saison                | Club                   | Division              | M.          | B.          | M.                    | B.                    | Comp.                          | M.                             | B.                             | M.    | B.    |
| 1965-1966             | Stade français         | D1                    | 11          | 0           | -                     | -                     | C3                             | 1                              | 0                              | 12    | 0     |
| 1966-1967             | Stade français         | D1                    | 36          | 0           | 3                     | 0                     | -                              | -                              | -                              | 39    | 0     |
| Sous-total            | Sous-total             | Sous-total            | 47          | 0           | 3                     | 0                     | -                              | 1                              | 0                              | 51    | 0     |
| 1967-1968             | FC Metz                | D1                    | 14          | 0           | 3                     | 0                     | -                              | -                              | -                              | 17    | 0     |
| 1968-1969             | FC Metz                | D1                    | 25          | 3           | 4                     | 6                     | C3                             | 2                              | 0                              | 31    | 9     |
| 1969-1970             | FC Metz                | D1                    | 27          | 8           | 4                     | 1                     | C3                             | 2                              | 0                              | 33    | 9     |
| Sous-total            | Sous-total             | Sous-total            | 66          | 11          | 11                    | 7                     | -                              | 4                              | 0                              | 81    | 18    |
| 1970                  | RC Strasbourg          | D1                    | 17          | 5           | -                     | -                     | -                              | -                              | -                              | 17    | 5     |
| Sous-total            | Sous-total             | Sous-total            | 17          | 5           | -                     | -                     | -                              | -                              | -                              | 17    | 5     |
| 1970-1971             | SCO Angers             | D1                    | 19          | 4           | 1                     | 1                     | -                              | -                              | -                              | 20    | 5     |
| 1971-1972             | SCO Angers             | D1                    | 33          | 8           | 1                     | 0                     | -                              | -                              | -                              | 34    | 8     |
| 1972-1973             | SCO Angers             | D1                    | 24          | 5           | 1                     | 0                     | C3                             | 2                              | 1                              | 27    | 6     |
| 1973-1974             | SCO Angers             | D1                    | 25          | 0           | 2                     | 0                     | -                              | -                              | -                              | 27    | 0     |
| Sous-total            | Sous-total             | Sous-total            | 101         | 17          | 5                     | 1                     | -                              | 2                              | 1                              | 108   | 19    |
| 1974-1975             | Olympique de Marseille | D1                    | 31          | 0           | 6                     | 0                     | -                              | -                              | -                              | 37    | 0     |
| 1975-1976             | Olympique de Marseille | D1                    | 24          | 0           | 5                     | 0                     | C3                             | 1                              | 0                              | 30    | 0     |
| Sous-total            | Sous-total             | Sous-total            | 55          | 0           | 11                    | 0                     | -                              | 1                              | 0                              | 67    | 0     |
| 1976-1977             | Stade lavallois        | D1                    | 4           | 0           | -                     | -                     | -                              | -                              | -                              | 4     | 0     |
| Sous-total            | Sous-total             | Sous-total            | 4           | 0           | -                     | -                     | -                              | -                              | -                              | 4     | 0     |
| 1977-1978             | US Orléans             | D3                    |             |             | -                     | -                     | -                              | -                              | -                              | 0     | 0     |
| 1978-1979             | US Orléans             | D2                    | 32          | 2           | 1                     | 0                     | -                              | -                              | -                              | 33    | 2     |
| 1979-1980             | US Orléans             | D2                    | 28          | 3           | 12                    | 4                     | -                              | -                              | -                              | 40    | 7     |
| 1980-1981             | US Orléans             | D2                    | 33          | 1           | 5                     | 1                     | -                              | -                              | -                              | 38    | 2     |
| 1981-1982             | US Orléans             | D2                    | 22          | 2           | 1                     | 0                     | -                              | -                              | -                              | 23    | 2     |
| 1982-1983             | US Orléans             | D2                    | 27          | 3           | 3                     | 0                     | -                              | -                              | -                              | 30    | 3     |
| 1983-1984             | US Orléans             | D2                    | 29          | 0           | 3                     | 0                     | -                              | -                              | -                              | 32    | 0     |
| 1984-1985             | US Orléans             | D2                    | 32          | 3           | 3                     | 0                     | -                              | -                              | -                              | 35    | 3     |
| 1985-1986             | US Orléans             | D2                    | 15          | 0           | 1                     | 0                     | -                              | -                              | -                              | 16    | 0     |
| Sous-total            | Sous-total             | Sous-total            | 218         | 14          | 29                    | 5                     | -                              | -                              | -                              | 247   | 19    |
| Total sur la carrière | Total sur la carrière  | Total sur la carrière | 508         | 47          | 59                    | 13                    | -                              | 8                              | 1                              | 575   | 61    |

### Entraîneur
Ce tableau présente les statistiques de Jacky Lemée en tant qu'entraîneur,.
| Club                 | Saison    | Championnat | Championnat | Championnat | Championnat | Championnat | Championnat | Coupe de France | Coupe de France | Coupe de France | Coupe de France | Coupe de France | Total | Total | Total | Total | Total |
| Club                 | Saison    | M           | V           | N           | D           | %V          | Place       | M               | V               | N               | D               | Résultat        | M     | V     | N     | D     |       |
| -------------------- | --------- | ----------- | ----------- | ----------- | ----------- | ----------- | ----------- | --------------- | --------------- | --------------- | --------------- | --------------- | ----- | ----- | ----- | ----- | ----- |
| US Orléans           | 1978-1979 | 34          | 13          | 8           | 13          | 38 %        | 9e          | 2               | 1               | 0               | 1               | 7e tour         | 38    | 14    | 8     | 14    |       |
| US Orléans           | 1979-1980 | 34          | 9           | 12          | 13          | 26 %        | 11e         | 12              | 9               | 0               | 3               | Final           | 48    | 18    | 12    | 15    |       |
| US Orléans           | 1980-1981 | 34          | 13          | 7           | 14          | 38 %        | 9e          | 5               | 3               | 1               | 1               | 16e de finale   | 39    | 16    | 8     | 15    |       |
| US Orléans           | 1981-1982 | 34          | 12          | 11          | 11          | 35 %        | 9e          | 3               | 1               | 1               | 1               | 32e de finale   | 37    | 13    | 12    | 12    |       |
| US Orléans           | 1982-1983 | 34          | 10          | 14          | 10          | 29 %        | 8e          | 3               | 2               | 0               | 1               | 32e de finale   | 37    | 12    | 14    | 11    |       |
| US Orléans           | 1983-1984 | 34          | 14          | 11          | 9           | 41 %        | 6e          | 3               | 2               | 0               | 1               | 32e de finale   | 37    | 16    | 11    | 10    |       |
| US Orléans           | 1984-1985 | 34          | 15          | 13          | 6           | 44 %        | 4e          | 3               | 2               | 0               | 1               | 32e de finale   | 37    | 15    | 13    | 7     |       |
| US Orléans           | 1985-1986 | 34          | 12          | 9           | 13          | 35 %        | 7e          | 1               | 0               | 0               | 1               | 7e tour         | 35    | 12    | 9     | 14    |       |
| US Orléans           | 1986-1987 | 34          | 11          | 10          | 13          | 32 %        | 11e         | 2               | 1               | 1               | 0               | 8e tour         | 38    | 12    | 11    | 13    |       |
| US Orléans           | 1987-1988 | 34          | 13          | 10          | 11          | 38 %        | 5e          | 2               | 1               | 0               | 1               | 8e tour         | 38    | 14    | 10    | 12    |       |
| Stade de Reims       | 1989-1990 | 34          | 13          | 9           | 12          | 38 %        | 7e          | 3               | 2               | 0               | 1               | 32e de finale   | 37    | 15    | 9     | 13    |       |
| US Créteil-Lusitanos | 1991      | 17          | 3           | 8           | 6           | 18 %        | 17e         | 1               | 0               | 0               | 1               | 7e tour         | 18    | 3     | 8     | 7     |       |
| US Créteil-Lusitanos | 1991-1992 |             |             |             |             |             |             |                 |                 |                 |                 |                 |       |       |       |       |       |
| US Créteil-Lusitanos | 1992-1993 | 34          | 7           | 9           | 18          | 21 %        | 18e         | 4               | 2               | 1               | 1               | 16e de finale   | 38    | 9     | 10    | 19    |       |
| Total                | -         | 425         | 145         | 131         | 149         | -           | -           | 44              | 26              | 4               | 14              | -               | -     | -     | -     | -     |       |